# Trichosetodes pauli
Trichosetodes pauli is een schietmot uit de familie Leptoceridae. De soort komt voor in het Afrotropisch gebied.